# Fuchsia jimenezii
Fuchsia jimenezii is een plant uit de teunisbloemfamilie. De fuchsia werd beschreven door Breedlove, P.E. Berry en P.H. Raven met de soortaanduiding jimenezii als eerbetoon aan de Spaanse monnik en botanicus Francisco Ximénez (1570-1620).

## Beschrijving
Het zijn struiken die 50 cm tot 1,5 m hoog worden. De bladeren staan tegenovergesteld, elliptisch tot lancetvormig en donkergroen van kleur.

De rozerode tweeslachtige bloemen zitten aan korte bloemsteeltjes in tuiltjes aan de uiteinden van de takken.

De bessen zijn klein en rond. Van lichtroze rijpen ze via donkerrood naar zwart.

## Verspreiding
Hij wordt gevonden in de natte vegetatie van nevelwouden op een hoogte van 1500 tot 1900 meter. Vindplaatsen zijn de Panamese provincie Chiriquí en in Costa Rica de omgeving van Puntarenas. Het klimaat is er warm met een hoge relatieve luchtvochtigheid.

## Cultuur
Gezien de klimaatomstandigheden in het verspreidingsgebied is moeilijk te voldoen aan de eisen van de plant. Essentieel zijn een constante hoge temperatuur en hoge luchtvochtigheid. Men kan zich daarvoor inspireren op de kweek van tropische orchideeën. Zeer goed doorlaatbare grond en spaarzaam bemesten zijn ook van groot belang. De plant moet zomer en winter aan de groei blijven. Bijkomend belichten komt tegemoet aan de natuurlijke daglengte van 12 uur.

... · 
F. arborescens · 
F. ×bacillaris · 
F. boliviana · 
F. excorticata · 
F. jimenezii · 
F. lycioides · 
F. magellanica · 
F. nigricans · 
F. pachyrrhiza · 
F. procumbens · 
F. simplicicaulis · 
F. splendens · 
F. tilletiana · 
...